# Elmar Hörig
Elmar Hörig, est un animateur de radio allemand, né le 15 juin 1949 à Baden-Baden.